# Long Tân, Phú Riềng
Long Tân là một xã thuộc huyện Phú Riềng, tỉnh Bình Phước, Việt Nam.

## Địa lý
Xã Long Tân có diện tích 75,62 km², dân số năm 1999 là 6.864 người, mật độ dân số đạt 91 người/km².